# 峨嵋华溪蟹
峨嵋华溪蟹（学名：Sinopotamon emeiense）为溪蟹科华溪蟹属的动物。在中国大陆，分布于四川等地，多栖息于高山溪流石下。其生存的海拔下限为1000米。